# Hercostomus klowdeni
Hercostomus klowdeni är en tvåvingeart som beskrevs av Olejnicek 2002. Hercostomus klowdeni ingår i släktet Hercostomus och familjen styltflugor. Inga underarter finns listade i Catalogue of Life.